# Hors-bord
Pour les articles homonymes, voir Hors-bord (homonymie).

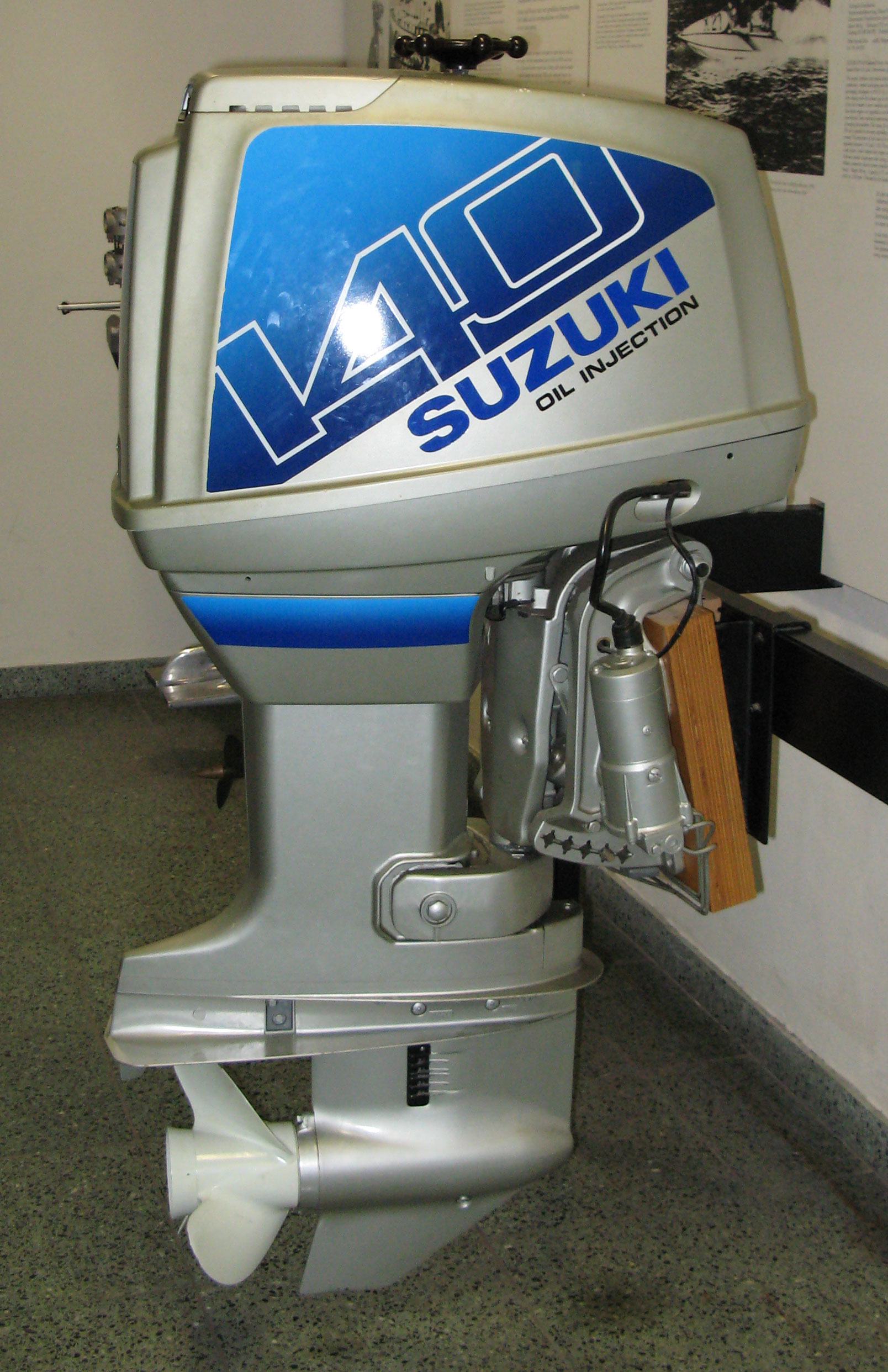
Moteur hors-bord Suzuki.

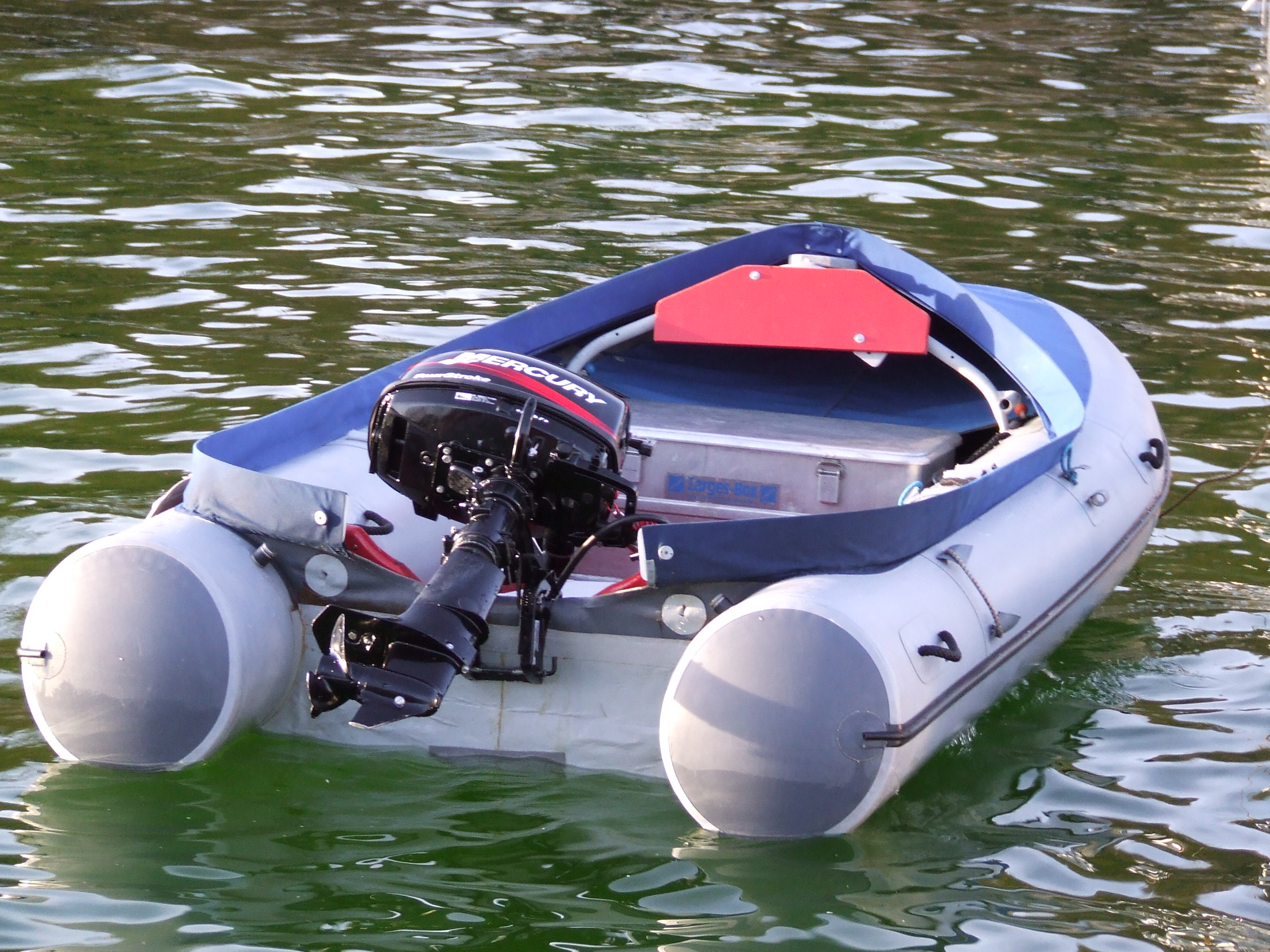
Moteur hors-bord à l'arrière d'un canot pneumatique.

Un moteur hors-bord est un système de propulsion utilisé sur des bateaux. Il contient, en un seul bloc, le moteur, la transmission appelée embase et l'hélice propulsant le bateau. Certains de ces moteurs (petits, en général moins de dix chevaux) comprennent en outre un réservoir d'essence.
Par extension, on appelle aussi hors-bord un bateau équipé d'un moteur de ce type.

## Puissance
Leur puissance varie de 0,5 à 450 ch, pour des moteurs à deux temps et à quatre temps. Cependant le hors-bord de série le plus puissant au monde développe 627 ch et est produit par Seven Marine. L'architecture des moteurs varie du monocylindre au V12.
Les moteurs de faible et moyenne puissance (jusqu'à 40 ch) sont assez faciles à démonter du bateau, pour le transport, la maintenance et les réparations : ils sont fixés sur le tableau arrière par des presses de type serre-joint. Au-dessus de 50 ch, ils sont en général boulonnés à demeure sur le bateau et rarement démontés.
Les petites puissances ont des commandes de type barre franche, comme les voiliers légers : le pilote s'assied tout près du moteur, à l'arrière du bateau. On peut aussi commander le moteur grâce à des commandes à distance (boitier commandant l'accélération et l'inverseur marche AV/AR) ainsi qu'un volant de type automobile agissant sur une direction mécanique ou hydraulique, c'est généralement en option à partir de 10 ch et en série au-dessus de 50 ch.
La puissance maximum qu'un constructeur de bateaux autorise sur sa production dépend de facteurs structurels et non de la taille du bateau : elle est obligatoirement indiquée sur les documents officiels d'immatriculation et la plaque d'identification. Utiliser la puissance maximum autorisée est déconseillé, mieux vaut avoir une marge de sûreté car les facteurs cycliques de fatigue des matériaux dus aux vagues augmentent beaucoup avec la puissance.
Les fabricants proposent souvent plusieurs puissances à partir d'un même bloc-moteur : ainsi le moteur Suzuki 140 ch de l'illustration ci-contre existe aussi en version 115 ch, seuls changent quelques pièces et réglages (carburateurs, diagramme de distribution des cylindres, réglages d'avance à l'allumage, etc.).
L'utilisateur professionnel averti ne cherchera pas forcément à avoir le maximum de puissance pour son argent mais visera la longévité et la robustesse en achetant la version « dégonflée » ou « extrapolée » du moteur hors-bord.

## Démarrage
Il existe deux systèmes, manuel ou électrique :
- le système manuel, avec un cordage en prise sur le volant magnétique via le lanceur (une poulie débrayable à ré-enroulement automatique) est le système privilégié pour les faibles puissances (de 1 à 50 ch pour les 2-temps et de 1 à 30 ch pour les 4-temps dont le taux de compression effectif est plus élevé). C'est le système le plus sûr, qui n'est pas tributaire d'une batterie déchargée ou d'un court-circuit, fréquent en milieu marin.

Certains moteurs anciens (dont le rustique Seagull britannique) n'étaient pas pourvus de ré-enroulement automatique du cordage de lanceur, il fallait donc faire un nœud en 8 au bout du cordage, l'enrouler sur la poulie du volant moteur, virer le moteur au point de compression et embraquer sèchement le cordage, opération qui, comme le démarrage au kick des motos anciennes, demandait une certaine expérience.
Cette procédure reste d'actualité en cas de casse de la corde ou du ressort du lanceur. En cas d'urgence en mer, on peut (si on a pris la précaution d'emporter les bons outils) démonter le lanceur (tenu en général par trois boulons) et accéder aux encoches prévues sur le volant magnétique pour cette procédure de secours. Bien entendu, cela suppose des bougies propres, de préférence un moteur encore chaud et il est conseillé de s'y être entraîné au préalable ;
- le démarreur électrique est en standard sur les moteurs de forte puissance et en option pour les puissances plus faibles (mais pas en dessous de 10 ch). L'électricité et l'eau ne faisant pas bon ménage, le marin doit prendre nombre de précautions : batterie de forte capacité, bien isolée et chargée, disposée dans un endroit abrité, coupe-batterie (optionnel mais conseillé) pour éviter l'autodécharge, connexions électriques traitées préventivement avec un produit spécial en aérosol, bougies et fils haute tension en bon état, etc.

Pour les deux systèmes un dispositif mécanique ou électrique interdit de démarrer si l'inverseur mécanique (la boîte de vitesses simplifiée) du moteur n'est pas au point mort (pour éviter que le bateau ne démarre intempestivement en projetant son pilote à l'eau). Sur les moteurs à démarreur électrique et commande à distance, le micro-contact incorporé à la mono-manette accélérateur et inverseur n'est pas toujours parfaitement aligné avec la position point mort de la manette, ce qui peut conduire à vider inutilement la batterie, avec un moteur dont l'allumage n'est pas en fonction.
Un autre dispositif de sécurité est le coupe-circuit : un contacteur spécial de mise à la masse de l'allumage est déclenché par une pièce en plastique munie d'un filin spiralé (en général rouge) qui doit être relié au pilote ; en cas de chute à la mer, le moteur se coupe aussitôt, évitant les dangers occasionnés par un bateau naviguant sans pilote. Ce dispositif est obligatoire sur les navires munis de moteurs hors-bord à barre franche et sur les véhicules nautiques à moteur, en raison du risque accru de chute à la mer sur ces types d'embarcations. Il est généralement porté au poignet, mais peut également être fixé à la taille, sur la ceinture ou le gilet de sauvetage. Cette solution est privilégiée par les usagers professionnels qui ont besoin de leurs deux mains : pêcheurs, moniteurs de voile, etc. En cas d'oubli du coupe-batterie, le lanceur ou le démarreur électrique sont fonctionnels, mais pas l'allumage, ce qui peut conduire à actionner inutilement le filin de lancement ou à vider la batterie en pure perte.
Pour se faciliter la tâche, il existe quelques astuces pour les moteurs à démarrage manuel. S'assurer que le flexible de carburant est bien branché et dans le bon sens (cf. la flèche sur la poire d'amorçage), sans fuite à sa bague joint et retenu par son clips de sécurité. pomper avec la poire d'amorçage située sur le flexible de carburant jusqu'à ce qu'elle durcisse. Une oreille exercée peut percevoir le très léger bruit du flotteur et du pointeau du carburateur si la cuve du carburateur avait été vidée en laissant le moteur tourner flexible débranché lors du précédent arrêt (manœuvre qui diminue les risques d'encrassement). Insérer le coupe-circuit dans son contacteur, placer la commande de gaz sur le point de démarrage (un peu plus loin que le ralenti, il y a parfois un levier annexe spécial sur les boîtiers de commande à distance), vérifier que l'inverseur est au point mort, mettre le moteur en position basse, assurer ses appuis dans le bateau, embraquer le filin de démarrage (la première résistance, immédiate, accompagnée d'un cliquetis, est l'engagement du cliquet de la poulie lanceur et la seconde résistance, au ressenti plus élastique, est la mise en compression du piston). L'enrichisseur (tirette improprement appelée starter et plus correctement choke, étrangloir en anglais) doit être en fonction si le moteur est froid, mais pas à chaud. Il ne reste plus qu'à embraquer le cordage de lanceur (d'un geste vif et tonique, si possible de grande amplitude, surtout pour les 4-temps qui n'ont qu'une phase moteur tous les deux tours de volant).
En principe, un moteur bien réglé part du premier coup, toutefois, après plusieurs tentatives infructueuses, il peut être nécessaire de « dégorger » le moteur « noyé » en repoussant la tirette de starter, en débranchant le flexible d'essence et en ouvrant aux trois quarts la commande de gaz.

## Implantation mécanique et transmission
À l'exception de l'antique Motogodille, le bloc-moteur est, pour des raisons de compacité, toujours basculé à 90° par rapport à un moteur d'auto, avec le vilebrequin à la verticale, engrenant directement sur un arbre vertical de transmission situé dans la colonne verticale, le fût, qui contient aussi le système d'échappement où l'eau sert d'atténuateur sonore.
La partie admission (carburateurs ou injection) est dirigée vers l'avant du bateau (meilleure protection contre l'ingestion d'eau et accès facilité aux réglages de carburation) et donc obligatoirement, l'allumage vers l'arrière avec un certain risque de noyer des bougies par la mer lorsqu'on coupe les gaz et que la vague de sillage rattrape le bateau, risque minimisé par les allumages électroniques capacitifs (CDI) modernes, dont les composants sont hermétiquement scellés dans des coffrets électroniques monoblocs.
Le système électrique (vis platinées et volant magnétique jusqu'aux années 1970, capteurs électroniques et alternateur ensuite) est implanté en haut, claveté sur le vilebrequin, et surmonté par le lanceur manuel à cordage sur les petites puissances. Une telle disposition met les organes électriques le plus loin possible de l'eau, source de court-circuits, ce qui ne suffit pas toujours.
Suivant la puissance, on trouve diverses dispositions de cylindres : monocylindre (jusqu'à 6 ch), 2-, 3- et 4-cylindres en ligne au-delà, mais aussi 4- et 6-cylindres en V. Il a existé des 6-cylindres en ligne 2-temps (chez Kiekhafer Mercury) et on trouve maintenant de surpuissants V8 4-temps mais il s'agit de moteurs d'exception produits en faibles séries et très coûteux.
Pour les utilisateurs épris de vitesse (plaisanciers ou… contrebandiers de drogue) un montage multi-moteurs est possible (la structure du bateau et la largeur de son tableau arrière le permettant). Il est préférable dans le cas d'un montage bimoteur que les deux engins soient contrarotatifs (les hélices tournant en sens inverse en marche avant) pour améliorer la maniabilité. Les fabricants prévoient presque toujours l'option de contre-rotation sur leurs moteurs de plus de 100 ch.
Par mesure de sécurité tous les systèmes de commande et d'alimentation des différents moteurs (réservoirs de carburant notamment) doivent être entièrement distincts pour pouvoir continuer à naviguer sur un seul moteur en cas de panne (comme dans le domaine de l'aviation).
La boîte de vitesses est très simplifiée (on parle plutôt de boîtier d'inverseur) : marche avant, point mort et marche arrière, et sur certains petits moteurs de moins de 5 ch, il n'y a pas de marche arrière mécanique : on pivote le moteur à 180° sur son axe vertical. C'est une boîte de vitesses sans débrayage, avec des pignons coniques et un crabot coulissant, on ne doit changer de vitesse qu'au ralenti, sous peine de détériorer le crabot et les tocs d'entraînement sur les pignons.
Implantée dans la partie basse du moteur, dans l'embase en forme d'obus, sous la ligne de flottaison, juste en avant de l'hélice, la boîte de vitesses est vulnérable aux chocs.
Lors d'un rallye-raid sur les hauts fonds du Niger créé par Thierry Sabine dans les années 1980, les équipages utilisant des hors-bords emportaient plusieurs embases complètes de rechange (qu'un mécanicien entraîné peut changer en un petit quart d'heure) mais furent cependant battues à plates coutures par des bateaux équipés d'hydrojets, façon jet ski, beaucoup moins vulnérables. Il s'agit d'un exemple extrême, caricatural, mais qui illustre la nécessaire prudence du bon marin qui doit se méfier des rocs à fleur d'eau, des bois flottés, des bancs de sable et ne pousser les gaz qu'en eaux libres tout en libérant (sil existe) le verrouillage de l'inclinaison moteur pour atténuer les conséquences d'un impact.
La démultiplication finale peut (et doit) être adaptée au type et à l'usage du bateau, comme pour le rapport pignon-couronne d'une chaîne de moto ou le rapport du pignon conique de pont arrière d'un véhicule à quatre roues. Nul besoin de changer un quelconque organe mécanique interne, c'est sur l'hélice que se fait l'ajustement, les fabricants proposant toute une gamme d'hélices en option pour un même moteur. Tout dépend du pas (l'inclinaison des pales par rapport à l'axe) et de la surface des pales. L'adaptation tient compte de la taille du bateau, de son poids en charge, de son usage et de la puissance du moteur (pour certaines applications « calmes » et lentes, un petit moteur peut très bien pousser un bateau long et lourd, moyennant une hélice adaptée).
Des tableaux à entrées multiples (longueur flottaison, poids, puissance, etc.) aident l'utilisateur à faire son choix, mais il doit être validé par l'usage et contrôlé par un compte-tours, avec l'aide d'un mécanicien marine compétent et de bon conseil.
Un moteur trop souvent en surrégime s'use prématurément et un moteur en sous-régime permanent force sur ses roulements de vilebrequin, avec des conséquences potentiellement catastrophiques.
L'usage compte beaucoup : pour des usages impliquant une traction comme le ski nautique, le remorquage (sécurité écoles de voile, sauvetage en mer) et la forte charge, on privilégie une hélice « de traction » à pas court et pales peu couchées. Pour les usages privilégiant la vitesse (course motonautique, navigation en mode déjaugé et « épate » ou « frime »), on utilise des hélices « de vitesse » à pas long et pales fortement couchées.

## Refroidissement
Même s'il a existé quelques moteurs monocylindres de faible puissance refroidis par air forcé (à la façon des anciennes Vespa) chez les fabricants japonais à la fin des années 1960, le refroidissement à eau, plus performant, est devenu universel. Il a cependant des caractéristiques bien spécifiques aux moteurs marins. Au lieu de fonctionner en circuit fermé avec un radiateur, il fonctionne en circuit ouvert, sans échangeur thermique, sur l'eau, l'eau de refroidissement étant également utilisée sur le tuyau d'échappement comme atténuateur sonore.
L'eau est pompée via des évents situés sur l'embase sous la ligne de flottaison (rectangle noir sur la photo du moteur 140 ch Suzuki présenté en tête d'article). Ces évents sont situés sur une zone d'eau non perturbée, sous la plaque anti-cavitation (l'aileron horizontal au-dessus de l'hélice), juste au-dessus de l'ogive contenant la boîte de vitesses. La pompe rotative est située dans un carter incorporé dans l'embase, juste au-dessus de la boîte de vitesses, son rotor, claveté sur l'arbre vertical de transmission, affecte la forme d'une étoile de mer dont les branches seraient les palettes. Ce rotor est réalisé en caoutchouc nitrile à haute résistance. Il s'agit d'une pièce d'usure fréquente (surtout en eau trouble et salée qui agit comme un abrasif destructeur) elle doit être contrôlée fréquemment et changée impérativement toutes les trois saisons d'utilisation, un refroidissement défectueux entrainant un grippage catastrophique du moteur, voire un incendie moteur (bien plus fréquent sur les moteurs de bateau que sur les véhicules terrestres).
Le contrôle de température se fait par sonde et voyants sur les gros moteurs, équipés d'un tableau de bord et de commandes à distance, mias sur les petits moteurs, on trouve une dérivation d'eau - témoin qui crache un jet oblique à l'arrière du moteur. Appelée familièrement « pissette », elle doit être contrôlée régulièrement par le pilote du bateau.
Le débit et la température de cette « pissette » (environ 40 à 50 °C, testés à la main) renseignent l'utilisateur sur l'état de sa pompe à eau.
Un dispositif spécial, le clapet (calorstat), est implanté sur le point le plus chaud du moteur (la culasse du cylindre supérieur) ; il interrompt la circulation d'eau quand le moteur est froid et s'ouvre à chaud, permettant aux pièces mécaniques d'atteindre rapidement leur température et leur dilatation optimale, mais l'utilisateur doit éviter de pousser à fond son moteur dès le démarrage. Le calorstat peut se trouver bloqué en position fermée par des dépôts de sel et de calcaire, en particulier si l'hivernage annuel a été négligé. Il est conseillé de le démonter à chaque remise en route saisonnière et de le mettre dans une casserole d'eau bouillante vinaigrée, ce qui permet à la fois de contrôler son ouverture et de le nettoyer.
Un des ennemis les plus sournois du moteur hors-bord est le sac plastique ou le banc d'algues laminaires dérivant entre deux eaux : en se drapant autour de l'embase, il obstrue les évents de refroidissement et provoque en quelques dizaines de secondes, si on n'y prend pas garde, un grippage (ou serrage) catastrophique des pistons. L'utilisateur doit surveiller sa route, éviter les eaux chargées de limon ou de vase (même effet) et surtout tendre l'oreille : comme l'eau de refroidissement sert d'atténuateur pour le bruit d'échappement, un bruit d'échappement anormal (plus fort, plus sec et plus métallique) doit l'avertir.

## Fixation, relevage et réglage d'inclinaison (outrim)
La partie motrice (moteur, transmission et hélice) est mobile par rapport au système de fixation (presses à serre-joints sur les petits moteurs, socle fixe boulonné au bateau sur les gros). L'articulation est un axe transversal horizontal, qui permet de relever partiellement ou totalement le moteur (arrêt au port, accostage sur une plage, passage sur un obstacle, transport sur remorque routière) mais aussi, via un réglage plus fin, d'influer sur l'attitude et l'assiette longitudinale du bateau.
Le relevage appelle peu de commentaires : il doit être systématique quand le bateau est amarré, sans quoi la flore/faune marine fixée (algues, bernicles et gravants) vient très vite obstruer les évents de refroidissement et la corrosion électrolytique s'attaque au carter d'embase en aluminium (même si des anodes sacrificielles en zinc sont systématiquement installées par le fabricant). Un blocage mécanique supplémentaire est installé sur les gros moteurs pour soulager le système électro-hydraulique de relevage (arrêt prolongé et surtout transport sur remorque routière.) Les petits moteurs se relèvent à bras d'homme, éventuellement en posant un pied sur le tableau arrière pour s'aider.
Le réglage fin de l'inclinaison en marche a une grosse influence sur le comportement du bateau. On peut le régler en marche par un système presse-bouton commandant un dispositif électro-hydraulique (pompe et vérin) sur les gros moteurs (le gros cylindre vertical gris, portant un câble électrique noir immédiatement à gauche du présentoir en bois sur la photo en début d'article). Sur les petits moteurs de moins de 40 ch, le réglage est un simple préréglage manuel effectué à l'arrêt en déplaçant une broche de butée sur un secteur perforé en quart de cercle situé sur la partie basse du système de presses.
Si le moteur est trop relevé, le bateau se cabre sans déjauger correctement, et s'il y a un tant soit peu de clapot, le bateau entame un très désagréable tangage entretenu, le « marsouinage » (porpoising en anglais) par analogie avec les sauts et les cabrioles des mammifères marins).
Si le moteur est au contraire baissé au-delà du point optimum, il tend à enfoncer son nez dans sa vague d'étrave, ce qui le freine, augmente la consommation d'essence et peut, à l'extrême limite, sancir en descendant une vague pentue.
Ce réglage d'attitude est souvent désigné par le terme anglais de trim par analogie avec les volets auxiliaire de réglage d'attitude sur les avions.
Sur les moteurs pourvus d'un bouton de trim électro-hydraulique, on joue sur ce réglage, une fois le bateau bien lancé et déjaugé, pour trouver la vitesse optimum (en surveillant le compte-tours) sans provoquer de marsouinage.
Sur les petites embarcations pourvues d'un trim fixe préréglé, on affine le comportement de la coque en priant les passagers de se déplacer d'avant en arrière dans le bateau ou en déplaçant des objets lourds.
En marche arrière, sur les petits moteurs dépourvus de vérin électro-hydraulique, il faut verrouiller le moteur via un linguet mécanique sans quoi il se relève brutalement sous la traction de l'hélice, mais il est déconseillé de laisser ce blocage enclenché si on navigue en zone de hauts-fonds (ou tout simplement en eaux inconnues) ; en effet, si le moteur est verrouillé en position basse, il ne pourra pas se relever en cas de choc sur un obstacle et on endommagera gravement la boîte de vitesses, l'hélice ou les deux à la fois.
Ce déverrouillage doit être systématique pour les embarcations de sauvetage évoluant devant les plages, car pour garder le bateau évolutif, le moteur ne doit être relevé qu'au tout dernier moment quand on surfe une grosse déferlante pour revenir à la plage après une sortie.

## Fiabilité, entretien et hivernage
Les moteurs hors-bord n'ont pas toujours été fiables et de plus certains fabricants installés près des fleuves, rivières et lacs n'ont pas assez pris la mesure des phénomènes de corrosion et de défauts électriques dus à l'humidité saline.
On en retrouve plus d'une trace dans la littérature : Roald Dahl, dans ses souvenirs d'enfance (Moi, Boy), décrit les caprices du moteur hors-bord primitif (années 1930) utilisé par lui et ses sœurs lors de vacances d'été familiales dans les îles de Norvège.
Henry Miller, lors de son séjour à Big Sur (Californie) est encore plus caustique dans le livre éponyme (Big sur et les oranges de Jérôme Bosch) au sujet du hors-bord lourd, poussif et cabochard qu'il utilisait pour ses parties de pêche.
L'écrivain, humoriste et plaisancier Jacques Perret était un puriste de la voile et n'hésita pas à débarquer solennellement le moteur auxiliaire qui équipait son sloup à tapecul, le Matam (acheté avec l'argent du prix Interallié 1951), avant de l'abandonner sur le quai de la lieutenance à Honfleur pour le remplacer par une paire de grands avirons, geste méritoire sur un lourd voilier de 7,5 mètres.
Dans le chapitre consacré à la propulsion mécanique de son opus Rôle de Plaisance, Perret conclut : « On me dit que les moteurs sont désormais presque infaillibles, quand les fabricants auront éliminé le dernier presque, nous en reparlerons. »
Génération après génération, les moteurs hors-bord ont été graduellement fiabilisés grâce à des améliorations dans les alliages, les traitements des métaux, les revêtements anticorrosion, l'allumage électronique, la qualité des huiles et carburants, les bougies en céramiques techniques, les clapets d'admission « accordés » des 2-temps, ils sont aussi devenus plus propres, plus compacts et plus silencieux, l'arrivée des fabricants japonais dans les années 1970 y étant pour beaucoup.
Dans un ouvrage de vulgarisation paru en 1967 en collection de poche (Naviguez… sans voile), l'écrivain-plaisancier Jean Merrien notait déjà : « À condition d'être correctement entretenus et conduits, les moteurs actuels partent fort bien, au premier ou au second coup de ficelle ».
La remarque de Jean Merrien reste d'actualité, plus d'un demi-siècle plus tard : les moteurs hors-bord actuels, comme leurs ancêtres de 1967, sont tributaires de leur entretien annuel, en particulier de l'hivernage quand ils ne sont utilisés que de façon saisonnière par des plaisanciers.
Ils exigent aussi, comme tout ce qui touche à la mer et aux bateaux, que leur utilisateur ne se comporte pas en simple consommateur, mais fasse l'effort d'acquérir un minimum de culture technique et pratique.
Effectuer l'entretien soi-même permet d'économiser de l'argent, de faire des opérations chronophages mais très utiles qu'un mécanicien professionnel ne propose que rarement en raison du coût, comme le démontage et nettoyage des carburateurs, de mieux connaître son moteur et de prévenir ou de réparer les pannes, y compris en pleine mer.
Le milieu marin est hostile à la mécanique (pour les utilisateurs qui se tournent vers l'occasion, il est conseillé d'aller chercher le moteur sur les rives d'un fleuve, d'une rivière ou d'un lac). En fin de saison estivale, le premier geste doit être de faire tourner longtemps le moteur en eau douce.
Brancher un tuyau d'arrosage sur les évents de pompe à eau est à peine suffisant, mieux vaut installer le moteur dans un fut d'eau douce additionnée d'un produit anti sel et le faire tourner une bonne heure, l'eau en s'échauffant dissout mieux le sel et le calcaire. Un coup de jet à pression modérée sur la tête motrice (capot enlevé) pour dissoudre les dépôts de sel est conseillé.
On « étouffe » ensuite le moteur pour l'hiver en vaporisant, via l'entrée d'air d'admission, une huile spéciale (fogging oil) qui protègera l'embiellage et les pistons, et on en vaporise à nouveau dans les hauts de cylindres par les puits de bougies après avoir démonté les bougies et les avoir nettoyé en excluant la brosse métallique (on les remonte ensuite).
Purger le(s) carburateur(s) en dévissant la vidange de cuve est le minimum, mais il est préférable, si on en a les compétences, de les désassembler entièrement, de les nettoyer méticuleusement (un bac à ultrasons et de l'air comprimé sont idéaux) en insistant sur les gicleurs, en particulier celui du ralenti.
L'huile de la boîte de vitesses (pour les moteurs 2 temps et 4 temps) et celle, plus fluide, de la tête motrice (4 temps) seront vidangées à chaud et remplacées, ainsi que les filtres à huile et à carburant.
les anodes externes (2 temps et 4 temps) et internes au bloc (les 4 temps sont plus sensibles à la corrosion intérieure en raison des pièces rapportées en acier) seront vérifiées et/ou changées.
Le système de refroidissement sera contrôlé (soupape thermostatique et pompe à eau), le rotor de pompe systématiquement changé après trois saisons (le démontage de l'embase est une opération assez simple qui ne demande que de dévisser (et graisser) six boulons et de dégrouper la tringlerie de commande des vitesses).
Les éclats de peinture seront repris par pulvérisation de deux peintures distinctes (aérosols) : sous-couche au chromate (ou phosphate) de zinc et peinture de finition du fabricant.
Avant de refermer le capot moteur, toutes les surfaces et toutes les tringleries vis et réglages sont à protéger par une pulvérisation d'huile de protection collante anti-corrosion.
Les vis de presse de fixation, pivots et articulations des commandes sont à arroser de dégrippant et à graisser.
Bien des ennuis viennent du réservoir d'essence (les anciens modèles en tôle, même galvanisés sont à proscrire car les microparticules de rouille finissent toujours par atteindre les gicleurs et les injecteurs, il faut utiliser les modèles en polypropylène soufflé). Si on les stocke pleins (réservoir fixe), il faut y mettre un produit stabilisant pour l'essence mais pour les réservoirs amovibles, il vaut mieux les vider (il y a toujours quelques centilitres d'eau de condensation au fond qu'on éliminera avec une vieille serviette éponge propre au bout d'une baguette, avant de tout sécher à l'air comprimé).
Avec des séquences d'entretien soigneuses, un moteur régulièrement utilisé et conduit raisonnablement peut durer plus de quinze ans (équivalence approximative : cent heures de fonctionnement, soit environ cinq mille kilomètres pour une automobile) et la remise en route à la belle saison n'est qu'une formalité, seul point à contrôler, le refroidissement, car le rotor de pompe peut s'être durci et craquelé pendant l'hiver.
Les moteurs de forte puissance modernes sont dotés de capteurs électroniques (mais, sécurité en mer oblige, comportent des possibilités de fonctionnement en mode dégradé) ainsi que des systèmes de codes-défauts clignotants (une sorte de code morse spécifique à chaque fabricant). Ils sont dotés d'une prise de diagnostic électronique par ordinateur qui permet de connaître beaucoup de choses sur le passé d'un moteur d'occasion (respect des intervalles d'entretien, régime moyen de conduite, surrégimes éventuels, défaillances de capteurs, surchauffes, nombre d'heures réel, etc.). Cet historique doit être systématiquement fourni en cas d'un achat d'occasion chez un professionnel et il n'est pas inutile d'en faire les frais préalablement à un achat de particulier à particulier.
Pour les petits moteurs dépourvus de ces raffinements, quelques trucs de métier permettent de déceler les mauvaises affaires potentielles (il n'y a cependant pas de certitude absolue) : propreté, présence de « fleurs de sel » au niveau du joint de culasse, peinture abimée ou trop belle pour être honnête, démarrage immédiat, valeur des compressions (pas toujours faciles à mesurer sur un 2-temps), pales d'hélice tordues ou rognées à la lime, et bien entendu factures d'entretien. Un essai au bac est impératif mais un essai sur l'eau est préférable et l'élément principal reste la confiance envers le vendeur.

## Historique
La paternité de l'invention est disputée.
En France, on peut citer quelques pionniers dès le début du XXe siècle. Il existe un brevet datant de 1880, pris par Gustave Trouvé pour un moteur hors-bord électrique, mais la vraie popularisation du moteur hors-bord est venue avec la Motogodille inventée par un industriel parisien, le baron Gabriel Trouche, qui la breveta en 1904 et la produisit en grand nombre jusqu'à la Seconde Guerre mondiale. La partie thermodynamique était produite par le constructeur Buchet, avec un refroidissement par air, puis par eau.
La disposition de l'arbre de transmission était oblique, comme pour l'aviron de la classique godille manuelle chère aux marins bretons. Cette disposition donne un ensemble assez long, difficile à ranger, que l'on appelle « eggbeater » (littéralement « batteur à œufs ») aux États-Unis et « long tail » (« longue queue ») en Thaïlande où des artisans convertissent ainsi des moteurs d'automobile en greffant un arbre et une hélice sur la sortie de la boîte de vitesses.
Par la suite, des industriels français, principalement Goïot à Nantes et Lutétia à Paris, produiront des moteurs suivant la disposition désormais classique : vilebrequin et arbre de transmission verticaux, transmission à l'hélice par renvoi d'angle à pignons.
Aux États-Unis, les pionniers furent Cameron Waterman et son Porto-motor (breveté en 1905) avec la partie thermodynamique produite par la firme Caille de Chicago, et surtout Ole Evinrude, un ingénieur américain né en Norvège qui fonda tout d'abord la firme sous son propre nom avant d'en être évincé, puis de créer avec son épouse Bess la firme ELTO (Evinrude Light Twin Outboard : « hors-bord léger bicylindre Evinrude »). Cette firme fusionna avec Johnson de South Bend Indiana et avec la compagnie Evinrude originale pour former OMC (Outboard Marine Corporation).
Déjà populaires et diffusés industriellement dans les années 1920 et 1930, les moteurs OMC bénéficièrent de commandes colossales de bicylindres Evinrude Flat Twin pour le débarquement de Normandie de juin 1944. Instruits (ou traumatisés) par la cuisante expérience du rembarquement de Dunkerque en 1940, les généraux alliés voulaient un plan de secours pour évacuer les soldats si le débarquement devait se transformer en rembarquement. Il en alla de même avec les militaires anglais qui eux passèrent commande de milliers de moteurs plus modestes (des monocylindres) chez le fabricant British Seagull, une filiale de la société Marston qui fabriquait les motos Sunbeam.
Un autre acteur majeur de ce secteur aux États-Unis fut Carl J. Kiekhafer, un autodidacte qui vint à cette activité par pur hasard : rachetant une usine en faillite pour produire du matériel destiné aux laiteries, il se retrouva avec un impressionnant lot de moteurs hors-bord défectueux. Il les fiabilisa, les revendit à profit et fonda ainsi une firme puissante, la Kiekhaefer Mercury.
Les fabricants américains dominèrent le marché mondial de 1945 au milieu des années 1970, avant de tomber dans le travers du versement des dividendes exagérés, de la baisse de qualité, du sous-investissement et du manque d'innovation.
Comme cela s'était produit pour le domaine motocycliste, assez voisin en termes de technologie, au milieu de la décennie 1970, les industriels japonais (Yamaha, Suzuki, Honda et Tohatsu) surent s'engouffrer dans la brèche et prirent une part très prépondérante du marché mondial sans toutefois rayer de la carte leurs concurrents américains comme ils l'avaient fait avec l'industrie motocycliste britannique.
À côté de ces mastodontes du marché, des firmes plus petites ont longtemps existé : Selva et Carniti en Italie, Tomos en Yougoslavie, Archimedes Penta en Suède, Mac Culloch, West Bend et Chrysler Marine (rebaptisé ensuite Force) aux États-Unis, British Seagull en Angleterre et Goïot en France. Un minuscule hors-bord pour canoés fut longtemps produit en Allemagne de l'Est, le Tummler, tandis que la firme berlinoise König se spécialisait dans le marché de niche du moteur de compétition avec un très original 4-cylindres à plat à distributeurs rotatifs et échappements équipés de pots de détente résonateurs.
Des tentatives encore plus anecdotiques furent la diversification du groupe italien Piaggio dans le moteur marin avec un petit hors-bord nommé Moscone (« grosse mouche »), cousin nautique de la Vespa (« guêpe ») et du triporteur Ape (« abeille »). Le groupe Fiat s'y essaya aussi, avec un produit mal abouti commercialisé sous la marque Whitehead.

## Quelques marques
- Mercury et Mariner, marques du groupe Brunswick Marine
- Evinrude et Johnson, de Bombardier Produits récréatifs (BRP)
- Yamaha
- Honda (principalement 4-temps)
- Tohatsu
- Selva
- Seven Marine
- Suzuki
- Volvo Penta